# Atletik under sommer-OL 1996
Atletik under sommer-OL 1996. Der blev konkurreret i 44 sportsgrene, 24 for mænd og 20 for damer, i atletik under Sommer-OL 1996 i Atlanta.

## Medaljer
| Atletik OL 1996 | Atletik OL 1996    | Atletik OL 1996 | Atletik OL 1996 | Atletik OL 1996 | Atletik OL 1996 |
| --------------- | ------------------ | --------------- | --------------- | --------------- | --------------- |
| Placering       | Land               | Guld            | Sølv            | Bronze          | totalt          |
| 1.              | USA                | 13              | 5               | 5               | 23              |
| 2.              | Rusland            | 3               | 6               | 1               | 10              |
| 3.              | Tyskland           | 3               | 1               | 3               | 7               |
| 4.              | Frankrig           | 3               | 0               | 1               | 4               |
| 5.              | Etiopien           | 2               | 0               | 1               | 3               |
| 6.              | Canada             | 2               | 0               | 0               | 2               |
| 7.              | Kenya              | 1               | 4               | 3               | 8               |
| 8.              | Jamaica            | 1               | 3               | 2               | 6               |
| 9.              | Kina               | 1               | 2               | 1               | 4               |
| 10.             | Nigeria            | 1               | 1               | 2               | 4               |
| 11.             | Polen              | 1               | 1               | 0               | 2               |
| 11.             | Sydafrika          | 1               | 1               | 0               | 2               |
| 13.             | Ukraine            | 1               | 0               | 3               | 4               |
| 14.             | Tjekkiet           | 1               | 0               | 2               | 3               |
| 15.             | Finland            | 1               | 0               | 1               | 2               |
| 15.             | Norge              | 1               | 0               | 1               | 2               |
| 17.             | Algeriet           | 1               | 0               | 0               | 1               |
| 17.             | Bulgarien          | 1               | 0               | 0               | 1               |
| 17.             | Burundi            | 1               | 0               | 0               | 1               |
| 17.             | Ecuador            | 1               | 0               | 0               | 1               |
| 17.             | Ungarn             | 1               | 0               | 0               | 1               |
| 17.             | Portugal           | 1               | 0               | 0               | 1               |
| 17.             | Syrien             | 1               | 0               | 0               | 1               |
| 17.             | Sverige            | 1               | 0               | 0               | 1               |
| 25.             | Storbritannien     | 0               | 4               | 2               | 6               |
| 26.             | Hviderusland       | 0               | 2               | 2               | 4               |
| 26.             | Italien            | 0               | 2               | 2               | 4               |
| 28.             | Australien         | 0               | 2               | 0               | 2               |
| 28.             | Namibia            | 0               | 2               | 0               | 2               |
| 30.             | Cuba               | 0               | 1               | 1               | 2               |
| 30.             | Spanien            | 0               | 1               | 1               | 2               |
| 32.             | Bahamas            | 0               | 1               | 0               | 1               |
| 32.             | Grækenland         | 0               | 1               | 0               | 1               |
| 32.             | Rumænien           | 0               | 1               | 0               | 1               |
| 32.             | Slovenien          | 0               | 1               | 0               | 1               |
| 32.             | Zambia             | 0               | 1               | 0               | 1               |
| 32.             | Sydkorea           | 0               | 1               | 0               | 1               |
| 38.             | Marokko            | 0               | 0               | 2               | 2               |
| 38.             | Trinidad og Tobago | 0               | 0               | 2               | 2               |
| 40.             | Brasilien          | 0               | 0               | 1               | 1               |
| 40.             | Japan              | 0               | 0               | 1               | 1               |
| 40.             | Mexico             | 0               | 0               | 1               | 1               |
| 40.             | Mozambique         | 0               | 0               | 1               | 1               |
| 40.             | Uganda             | 0               | 0               | 1               | 1               |
| 40.             | Østrig             | 0               | 0               | 1               | 1               |
| Sum             | antall medaljer    | 44              | 44              | 44              | 132             |

## Herrer

### 100 m
| Placering | Udøver             | Land               | Tid     |
| --------- | ------------------ | ------------------ | ------- |
| 1.        | Donovan Bailey     | Canada             | 9,84 VR |
| 2.        | Frankie Fredericks | Namibia            | 9,89    |
| 3.        | Ato Boldon         | Trinidad og Tobago | 9,90    |
| 4.        | Dennis Mitchell    | USA                | 9,99    |
| 5.        | Mike Marsh         | USA                | 10,00   |
| 6.        | Davidson Ezinwa    | Nigeria            | 10,14   |

### 200 m
| Placering | Udøver                | Land               | Tid      |
| --------- | --------------------- | ------------------ | -------- |
| 1.        | Michael Duane Johnson | USA                | 19,32 VR |
| 2.        | Frankie Fredericks    | Namibia            | 19,68    |
| 3.        | Ato Boldon            | Trinidad og Tobago | 19,80    |
| 4.        | Obadele Thompson      | Barbados           | 20,14    |
| 5.        | Jeff Williams         | USA                | 20,17    |
| 6.        | Iván García           | Cuba               | 20,21    |

### 400 m
| Placering | Udøver                | Land           | Tid      |
| --------- | --------------------- | -------------- | -------- |
| 1.        | Michael Duane Johnson | USA            | 43,49 OR |
| 2.        | Roger Black           | Storbritannien | 44,41    |
| 3.        | Davis Kamoga          | Uganda         | 44,53    |
| 4.        | Alvin Harrison        | USA            | 44,62    |
| 5.        | Iwan Thomas           | Storbritannien | 44,70    |
| 6.        | Robert Martin         | Jamaica        | 44,83    |

### 800 m
| Placering | Udøver          | Land      | Tid        |
| --------- | --------------- | --------- | ---------- |
| 1.        | Vebjørn Rodal   | Norge     | OR 1.42,58 |
| 2.        | Hezekiél Sepeng | Sydafrika | 1.42,74    |
| 3.        | Fred Onyancha   | Kenya     | 1.42,79    |
| 4.        | Norberto Téllez | Cuba      | 1.42,85    |
| 5.        | Nico Motchebon  | Tyskland  | 1.43,91    |
| 6.        | David Kiptoo    | Kenya     | 1.44,19    |

### 1500 m
| Placering | Udøver             | Land     | Tid     |
| --------- | ------------------ | -------- | ------- |
| 1.        | Noureddine Morceli | Algeriet | 3.35,78 |
| 2.        | Fermín Cacho       | Spanien  | 3.36,40 |
| 3.        | Stephen Kipkorir   | Kenya    | 3.36,72 |
| 4.        | Laban Rotich       | Kenya    | 3.37,39 |
| 5.        | William Tanui      | Kenya    | 3.37,42 |
| 6.        | Abdi Bile          | Somalia  | 3.38,03 |

### 5000 m
| Placering | Udøver            | Land     | Tid      |
| --------- | ----------------- | -------- | -------- |
| 1.        | Vénuste Niyangabo | Burundi  | 13.07,96 |
| 2.        | Paul Bitok        | Kenya    | 13.08,16 |
| 3.        | Khalid Boulami    | Marokko  | 13.08,37 |
| 4.        | Dieter Baumann    | Tyskland | 13.08,81 |
| 5.        | Tom Nyariki       | Kenya    | 13.12,29 |
| 6.        | Bob Kennedy       | USA      | 13.12,35 |

### 10 000 m
| Placering | Udøver             | Land     | Tid         |
| --------- | ------------------ | -------- | ----------- |
| 1.        | Haile Gebrselassie | Etiopien | OR 27.07,34 |
| 2.        | Paul Tergat        | Kenya    | 27.08,17    |
| 3.        | Salah Hissou       | Marokko  | 27.28,59    |
| 4.        | Aloys Nizigama     | Burundi  | 27.33,79    |
| 5.        | Josphat Machuka    | Kenya    | 27.35,08    |
| 6.        | Paul Koech         | Kenya    | 27.35,19    |

### Maraton
| Placering | Udøver           | Land           | Tid     |
| --------- | ---------------- | -------------- | ------- |
| 1.        | Josia Thugwane   | Sydafrika      | 2.12.36 |
| 2.        | Lee Bong-ju      | Sydkorea       | 2.12.39 |
| 3.        | Eric Wainaina    | Kenya          | 2.12.44 |
| 4.        | Martín Fiz       | Spanien        | 2.13.20 |
| 5.        | Richard Nerurkar | Storbritannien | 2.13.39 |
| 6.        | Germán Silva     | Mexico         | 2.14.29 |

### 110 m hæk
| Placering | Udøver              | Land           | Tid      |
| --------- | ------------------- | -------------- | -------- |
| 1.        | Allen Johnson       | USA            | OR 12,95 |
| 2.        | Mark Crear          | USA            | 13,09    |
| 3.        | Florian Schwarthoff | Tyskland       | 13,17    |
| 4.        | Colin Jackson       | Storbritannien | 13,19    |
| 5.        | Emilio Valle        | Cuba           | 13,20    |
| 6.        | Eugene Swift        | USA            | 13,23    |

### 400 m hæk
| Placering | Udøver         | Land       | Tid   |
| --------- | -------------- | ---------- | ----- |
| 1.        | Derrick Adkins | USA        | 47,54 |
| 2.        | Samuel Matete  | Zambia     | 47,78 |
| 3.        | Calvin Davis   | USA        | 47,96 |
| 4.        | Sven Nylander  | Sverige    | 47,98 |
| 5.        | Rohan Robinson | Australien | 48,30 |
| 6.        | Fabrizio Mori  | Italien    | 48,41 |

### 3000 m forhindringsløb
| Placering | Udøver                  | Land     | Tid     |
| --------- | ----------------------- | -------- | ------- |
| 1.        | Joseph Keter            | Kenya    | 8.07,12 |
| 2.        | Moses Kiptanui          | Kenya    | 8.08,33 |
| 3.        | Alessandro Lambruschini | Italien  | 8.11,28 |
| 4.        | Matthew Birir           | Kenya    | 8.17,18 |
| 5.        | Mark Croghan            | USA      | 8.17,84 |
| 6.        | Steffen Brand           | Tyskland | 8.18,52 |

### 4 x 100 m stafet
| Placering | Udøver                                                         | Land      | Tid   |
| --------- | -------------------------------------------------------------- | --------- | ----- |
| 1.        | Robert Esmie Glenroy Gilbert Bruny Surin Donovan Bailey        | Canada    | 37,69 |
| 2.        | Jon Drummond Tim Harden Mike Marsh Dennis Mitchell             | USA       | 38,05 |
| 3.        | Arnaldo da Silva Robson da Silva Édson Ribeiro André da Silva  | Brasilien | 38,41 |
| 4.        | Kostja Rurak Serhij Osovytsj Oleh Kramarenko Slava Dologodin   | Ukraine   | 38,55 |
| 5.        | Peter Karlsson Torbjörn Mårtensson Lars Hedner Patrik Strenius | Sverige   | 38,67 |
| 6.        | Andrés Simón Joel Lamela Joel Isasi Luis Pérez                 | Cuba      | 39,39 |

### 4 x 400 m stafet
| Placering | Udøver                                                           | Land           | Tid     |
| --------- | ---------------------------------------------------------------- | -------------- | ------- |
| 1.        | LaMont Smith Alvin Harrison Derek Mills Anthuan Maybank          | USA            | 2.55,99 |
| 2.        | Iwan Thomas Jamie Baulch Mark Richardson Roger Black             | Storbritannien | 2.56,60 |
| 3.        | Michael McDonald Roxbert Martin Greg Haughton Davian Clarke      | Jamaica        | 2.59,42 |
| 4.        | Moustapha Diarra Aboubakry Dia Hachim Ndiaye Ibou Faye           | Senegal        | 3.00,64 |
| 5.        | Shunji Karube Koji Ito Jun Osakada Shigekazu Omori               | Japan          | 3.00,76 |
| 6.        | Piotr Rysiukiewicz Tomasz Jędrusik Piotr Haczek Robert Maćkowiak | Polen          | 3.00,96 |

### 20 km kapgang
| Placering | Udøver          | Land       | Tid     |
| --------- | --------------- | ---------- | ------- |
| 1.        | Jefferson Pérez | Ecuador    | 1.20.07 |
| 2.        | Ilja Markov     | Rusland    | 1.20.16 |
| 3.        | Bernardo Segura | Mexico     | 1.20.23 |
| 4.        | Nick A'Hern     | Australien | 1.20.31 |
| 5.        | Risjat Sjafikov | Rusland    | 1.20.41 |
| 6.        | Aigars Fadejevs | Latvia     | 1.20.47 |

### 50 km kapgang
| Placering | Udøver               | Land         | Tid     |
| --------- | -------------------- | ------------ | ------- |
| 1.        | Robert Korzeniowski  | Polen        | 3.43.30 |
| 2.        | Mikhail Sjtsjennikov | Rusland      | 3.43.36 |
| 3.        | Valentí Massana      | Spanien      | 3.44.19 |
| 4.        | Arturo Di Mezza      | Italien      | 3.44.52 |
| 5.        | Viktor Ginko         | Hviderusland | 3.45.27 |
| 6.        | Ignacio Zamudio      | Mexico       | 3.46.07 |

### Højdespring
| Placering | Udøver             | Land           | Høyde     |
| --------- | ------------------ | -------------- | --------- |
| 1.        | Charles Austin     | USA            | OR 2.39 m |
| 2.        | Artur Partyka      | Polen          | 2,37 m    |
| 3.        | Steve Smith        | Storbritannien | 2,35 m    |
| 4.        | Dragutin Topić     | Jugoslavien    | 2,32 m    |
| 5.        | Steinar Hoen       | Norge          | 2,32 m    |
| 6.        | Lambros Papakostas | Grækenland     | 2,32 m    |

### Stangspring
| Placering | Udøver            | Land         | Høyde  |
| --------- | ----------------- | ------------ | ------ |
| 1.        | Jean Galfione     | Frankrig     | 5,92 m |
| 2.        | Igor Trandenkov   | Rusland      | 5,92 m |
| 3.        | Andrei Tivontchik | Tyskland     | 5,92 m |
| 4.        | Igor Potapovitsj  | Kasakhstan   | 5,86 m |
| 5.        | Pjotr Botsjkarjov | Rusland      | 5,86 m |
| 6.        | Dmitri Markov     | Hviderusland | 5,86 m |

### Længdespring
| Placering | Udøver          | Land      | Længdespring |
| --------- | --------------- | --------- | ------------ |
| 1.        | Carl Lewis      | USA       | 8,50 m       |
| 2.        | James Beckford  | Jamaica   | 8,29 m       |
| 3.        | Joe Greene      | USA       | 8,24 m       |
| 4.        | Emmanuel Bangue | Frankrig  | 8,19 m       |
| 5.        | Mike Powell     | USA       | 8,19 m       |
| 6.        | Gregor Cankar   | Slovenien | 8,11 m       |

### Trespring
| Placering | Udøver            | Land           | Længdespring |
| --------- | ----------------- | -------------- | ------------ |
| 1.        | Kenny Harrison    | USA            | OR 18,09 m   |
| 2.        | Jonathan Edwards  | Storbritannien | 17,88 m      |
| 3.        | Yoelbi Quesada    | Cuba           | 17,44 m      |
| 4.        | Mike Conley       | USA            | 17,40 m      |
| 5.        | Armen Martirosian | Armenien       | 16,97 m      |
| 6.        | Brian Wellman     | Bermuda        | 16,95 m      |

### Kuglestød
| Placering | Udøver            | Land     | Længdespring |
| --------- | ----------------- | -------- | ------------ |
| 1.        | Randy Barnes      | USA      | 21,62 m      |
| 2.        | John Godina       | USA      | 20,79 m      |
| 3.        | Oleksandr Bagatsj | Ukraine  | 20,75 m      |
| 4.        | Paolo Dal Soglio  | Italien  | 20,74 m      |
| 5.        | Oliver-Sven Buder | Tyskland | 20,51 m      |
| 6.        | Roman Virastjuk   | Ukraine  | 20,45 m      |

### Diskoskast
| Placering | Udøver                 | Land         | Længdespring |
| --------- | ---------------------- | ------------ | ------------ |
| 1.        | Lars Riedel            | Tyskland     | 69,40 m      |
| 2.        | Vladimir Dubrovsjtsjik | Hviderusland | 66,60 m      |
| 3.        | Vasilij Kaptjukh       | Hviderusland | 65,80 m      |
| 4.        | Anthony Washington     | USA          | 65,42 m      |
| 5.        | Virgilijus Alekna      | Litauen      | 65,30 m      |
| 6.        | Jürgen Schult          | Tyskland     | 64,62 m      |

### Hammerkast
| Placering | Udøver         | Land     | Længdespring |
| --------- | -------------- | -------- | ------------ |
| 1.        | Balázs Kiss    | Ungarn   | 81,24 m      |
| 2.        | Lance Deal     | USA      | 81,12 m      |
| 3.        | Oleksij Krykun | Ukraine  | 80,02 m      |
| 4.        | Andrij Skvaruk | Ukraine  | 79,92 m      |
| 5.        | Heinz Weis     | Tyskland | 79,78 m      |
| 6.        | Ilja Konovalov | Rusland  | 78,72 m      |

### Spydkast
| Placering | Udøver         | Land           | Længdespring |
| --------- | -------------- | -------------- | ------------ |
| 1.        | Jan Železný    | Tjekkiet       | 88,16 m      |
| 2.        | Steve Backley  | Storbritannien | 87,44 m      |
| 3.        | Seppo Räty     | Finland        | 86,98 m      |
| 4.        | Raymond Hecht  | Tyskland       | 86,88 m      |
| 5.        | Boris Henry    | Tyskland       | 85,68 m      |
| 6.        | Sergej Makarov | Rusland        | 85,30 m      |

### Tikamp
| Placering | Udøver            | Land         | Poeng |
| --------- | ----------------- | ------------ | ----- |
| 1.        | Dan O'Brien       | USA          | 8824  |
| 2.        | Frank Busemann    | Tyskland     | 8706  |
| 3.        | Tomáš Dvořák      | Tjekkiet     | 8664  |
| 4.        | Steve Fritz       | USA          | 8644  |
| 5.        | Eduard Hämäläinen | Hviderusland | 8613  |
| 6.        | Erki Nool         | Estland      | 8543  |

## Damer

### 100 m
| Placering | Udøver             | Land | Tid   |
| --------- | ------------------ | ---- | ----- |
| 1.        | Gail Devers        | USA  | 10,94 |
| 2.        | Merlene Ottey      | JAM  | 10,94 |
| 3.        | Gwen Torrence      | USA  | 10,96 |
| 4.        | Chandra Sturrup    | BAH  | 11,00 |
| 5.        | Marina Trandenkova | RUS  | 11,06 |
| 6.        | Natalja Voronova   | RUS  | 11,10 |

### 200 m
| Placering | Udøver             | Land | Tid   |
| --------- | ------------------ | ---- | ----- |
| 1.        | Marie-José Perec   | FRA  | 22,12 |
| 2.        | Merlene Ottey      | JAM  | 22,24 |
| 3.        | Mary Onyali        | NGR  | 22,38 |
| 4.        | Inger Miller       | USA  | 22,41 |
| 5.        | Galina Maltsjugina | RUS  | 22,45 |
| 6.        | Chandra Sturrup    | BAH  | 22,54 |

### 400 m
| Placering | Udøver           | Land | Tid      |
| --------- | ---------------- | ---- | -------- |
| 1.        | Marie-José Perec | FRA  | OR 48,25 |
| 2.        | Cathy Freeman    | AUS  | 48,63    |
| 3.        | Falilat Ogunkoya | NGR  | 49,10    |
| 4.        | Pauline Davis    | BAH  | 49,28    |
| 5.        | Jearl Miles      | USA  | 49,55    |
| 6.        | Fatima Yusuf     | NGR  | 49,77    |

### 800 m
| Placering | Udøver                  | Land | Tid     |
| --------- | ----------------------- | ---- | ------- |
| 1.        | Svetlana Masterkova     | RUS  | 1.57,73 |
| 2.        | Ana Fidelia Quirot      | CUB  | 1.58,11 |
| 3.        | Maria Mutola            | MOZ  | 1.58,71 |
| 4.        | Kelly Holmes            | GBR  | 1.58,81 |
| 5.        | Jelena Afanasieva       | RUS  | 1.59,57 |
| 6.        | Patricia Djaté-Taillard | FRA  | 1.59,61 |

### 1500 m
| Placering | Udøver              | Land | Tid     |
| --------- | ------------------- | ---- | ------- |
| 1.        | Svetlana Masterkova | RUS  | 4.00,83 |
| 2.        | Gabriela Szabó      | ROM  | 4.01,54 |
| 3.        | Theresia Kiesl      | AUT  | 4.03,02 |
| 4.        | Leah Pells          | CAN  | 4.03,56 |
| 5.        | Margaret Crowley    | AUS  | 4.03,79 |
| 6.        | Carla Sacramento    | POR  | 4.03,91 |

### 5000 m
| Placering | Udøver          | Land | Tid         |
| --------- | --------------- | ---- | ----------- |
| 1.        | Wang Junxia     | CHN  | OR 14.59,88 |
| 2.        | Pauline Konga   | KEN  | 15.03,49    |
| 3.        | Roberta Brunet  | ITA  | 15.07,52    |
| 4.        | Michiko Shimizu | JPN  | 15.09,05    |
| 5.        | Paula Radcliffe | GBR  | 15.13,11    |
| 6.        | Jelena Romanova | RUS  | 15.14,09    |

### 10000 m
| Placering | Udøver           | Land | Tid         |
| --------- | ---------------- | ---- | ----------- |
| 1.        | Fernanda Ribeiro | POR  | OR 31.01,63 |
| 2.        | Wang Junxia      | CHN  | 31.02,58    |
| 3.        | Gete Wami        | ETH  | 31.06,65    |
| 4.        | Derartu Tulu     | ETH  | 31.10,46    |
| 5.        | Masako Chiba     | JPN  | 31.20,62    |
| 6.        | Tegla Loroupe    | KEN  | 31.23,22    |

### Maraton
| Placering | Udøver              | Land | Tid     |
| --------- | ------------------- | ---- | ------- |
| 1.        | Fatuma Roba         | ETH  | 2.26.05 |
| 2.        | Valentina Jegorova  | RUS  | 2.28.05 |
| 3.        | Yuko Arimori        | JPN  | 2.28.39 |
| 4.        | Katrin Dörre-Heinig | GER  | 2.28.45 |
| 5.        | Rocío Rios          | ESP  | 2.30.50 |
| 6.        | Lidia Simion        | ROM  | 2.31.04 |

### 100 m hæk
| Placering | Udøver               | Land | Tid   |
| --------- | -------------------- | ---- | ----- |
| 1.        | Ludmila Engquist     | SWE  | 12,58 |
| 2.        | Brigita Bukovec      | SLO  | 12,59 |
| 3.        | Patricia Girard-Léno | FRA  | 12,65 |
| 4.        | Gail Devers          | USA  | 12,66 |
| 5.        | Dione Rose           | JAM  | 12,74 |
| 6.        | Michelle Freeman     | JAM  | 12,76 |

### 400 m hæk
| Placering | Udøver              | Land | Tid      |
| --------- | ------------------- | ---- | -------- |
| 1.        | Deon Hemmings       | JAM  | OR 52,82 |
| 2.        | Kim Batten          | USA  | 53,08    |
| 3.        | Tonja Buford-Bailey | USA  | 53,22    |
| 4.        | Debbie Parris       | JAM  | 53,97    |
| 5.        | Heike Meissner      | GER  | 54,03    |
| 6.        | Rosey Edeh          | CAN  | 54,39    |

### 4 x 100 m stafet
| Placering | Udøver                                                                    | Land | Tid   |
| --------- | ------------------------------------------------------------------------- | ---- | ----- |
| 1.        | Chryste Gaines Gail Devers Inger Miller Gwen Torrence                     | USA  | 41,95 |
| 2.        | Eldece Clarke Chandra Sturrup Sevatheda Fynes Pauline Davis               | BAH  | 42,14 |
| 3.        | Michelle Freeman Juliet Cuthbert Nicole Mitchell Merlene Ottey            | JAM  | 42,24 |
| 4.        | Jekaterina Lesjtsjova Galina Maltsjugina Natalja Voronova Irina Privalova | RUS  | 42,85 |
| 5.        | Hioma Ajunwa Mary Tombiri-Shirey Christy Opara-Thompson Mary Onyali       | NGR  | 42,56 |
| 6.        | Sandra Citte Odiah Sidibe Patricia Girard-Léno Marie-José Perec           | FRA  | 42,76 |

### 4 x 400 m stafet
| Placering | Udøver                                                                       | Land | Tid     |
| --------- | ---------------------------------------------------------------------------- | ---- | ------- |
| 1.        | Rochelle Stevens Maicel Malone Kim Graham Jearl Miles-Clark                  | USA  | 3.20.91 |
| 2.        | Olabisi Afolabi Fatima Yusuf Charity Opara Falilat Ogunkoya                  | NGR  | 3.21.04 |
| 3.        | Uta Rohländer Linda Kisabaka Anja Rücker Grit Breuer                         | GER  | 3.21.14 |
| 4.        | Merlene Frazer Sandie Richards Juliet Campbell Deon Hemmings                 | JAM  | 3.21.69 |
| 5.        | Tatjana Tsjebykina Svetlana Gontsjarenko Jekaterina Kulikova Olga Kotljarova | RUS  | 3.22.22 |
| 6.        | Idalmis Bonne Julia Duporty Surella Morales Ana Fidelia Quirot               | CUB  | 3.25.85 |

### 10 km kapgang
| Placering | Udøver             | Land | Tid      |
| --------- | ------------------ | ---- | -------- |
| 1.        | Jelena Nikolajeva  | RUS  | OR 41.49 |
| 2.        | Elisabetta Perrone | ITA  | 42.12    |
| 3.        | Wang Yan           | CHN  | 42.19    |
| 4.        | Gu Yan             | CHN  | 42.34    |
| 5.        | Rossella Giordano  | ITA  | 42.43    |
| 6.        | Olja Kardapoltseva | BLR  | 43.02    |

### Højdespring
| Placering | Udøver               | Land      | Høyde     |
| --------- | -------------------- | --------- | --------- |
| 1.        | Stefka Kostadinova   | Bulgarien | OR 2.05 m |
| 2.        | Níki Bakogiánni      | GRE       | 2.03 m    |
| 3.        | Inha Babakova        | UKR       | 2.01 m    |
| 4.        | Antonella Bevilacqua | ITA       | 1.99 m    |
| 5.        | Jelena Guljajeva     | RUS       | 1.99 m    |
| 6.        | Alina Astafei        | GER       | 1.96 m    |
| 6.        | Tatjana Motkova      | RUS       | 1.96 m    |
| 6.        | Nele Zilinskiene     | LTU       | 1.96 m    |

### Længdespring
| Placering | Udøver               | Land | Høyde  |
| --------- | -------------------- | ---- | ------ |
| 1.        | Chioma Ajunwa        | NGR  | 7.12 m |
| 2.        | Fiona May            | ITA  | 7.02 m |
| 3.        | Jackie Joyner-Kersee | USA  | 7.00 m |
| 4.        | Niki Xanthou         | GRE  | 6.97 m |
| 5.        | Irina Tsjekhovtsova  | UKR  | 6.97 m |
| 6.        | Agata Karczmarek     | POL  | 6.90 m |

### Trespring
| Placering | Udøver           | Land | Høyde      |
| --------- | ---------------- | ---- | ---------- |
| 1.        | Inessa Kravets   | UKR  | OR 15.33 m |
| 2.        | Inna Lasovskaja  | RUS  | 14.98 m    |
| 3.        | Šárka Kašpárková | CZE  | 14.98 m    |
| 4.        | Ashia Hansen     | GBR  | 14.49 m    |
| 5.        | Olga Vasdeki     | GRE  | 14.44 m    |
| 6.        | Ren Ruiping      | CHN  | 14.30 m    |

Iva Prandzjeva (BUL) kom på 4. plass men ble senere diskvalifisert pga positiv dopingtest.

### Kuglestød
| Placering | Udøver              | Land | Længdespring |
| --------- | ------------------- | ---- | ------------ |
| 1.        | Astrid Kumbernuss   | GER  | 20.56 m      |
| 2.        | Sui Xinmei          | CHN  | 19.88 m      |
| 3.        | Irina Khudorosjkina | RUS  | 19.35 m      |
| 4.        | Vita Pavlysj        | UKR  | 19.30 m      |
| 5.        | Connie Price-Smith  | USA  | 19.22 m      |
| 6.        | Stephanie Storp     | GER  | 19.06 m      |

### Diskoskast
| Placering | Udøver              | Land | Længdespring |
| --------- | ------------------- | ---- | ------------ |
| 1.        | Ilke Wyludda        | GER  | 69.66 m      |
| 2.        | Natalja Sadova      | RUS  | 66.48 m      |
| 3.        | Ellina Zvereva      | BLR  | 65.64 m      |
| 4.        | Franka Dietzsch     | GER  | 65.48 m      |
| 5.        | Xiao Yanling        | CHN  | 64.72 m      |
| 6.        | Olga Tsjernjavskaja | RUS  | 64.70 m      |

### Spydkast
| Placering | Udøver          | Land | Længdespring |
| --------- | --------------- | ---- | ------------ |
| 1.        | Heli Rantanen   | FIN  | 67.94 m      |
| 2.        | Louise Currey   | AUS  | 65.54 m      |
| 3.        | Trine Hattestad | NOR  | 64.98 m      |
| 4.        | Isel López      | CUB  | 64.68 m      |
| 5.        | Xiomara Rivero  | CUB  | 64.48 m      |
| 6.        | Karen Forkel    | GER  | 64.18 m      |

### Syvkamp
| Placering | Udøver              | Land | Poeng |
| --------- | ------------------- | ---- | ----- |
| 1.        | Ghada Shouaa        | SYR  | 6780  |
| 2.        | Natalja Sazanovitsj | BLR  | 6563  |
| 3.        | Denise Lewis        | GBR  | 6489  |
| 4.        | Urszula Włodarczyk  | POL  | 6484  |
| 5.        | Eunice Barber       | FRA  | 6342  |
| 6.        | Rita Ináncsi        | HUN  | 6336  |